# Hélène Amalric
Pour les articles homonymes, voir Amalric.
Hélène Amalric est une éditrice, traductrice et auteure française.

## Biographie
Née le 11 décembre 1957 à Calcutta, après une enfance au Salvador et en Chine puis des études au lycée Camille Sée à Paris, elle passe son bac en 1974. 
D’abord lectrice aux Éditions Jean-Claude Lattès, notamment pour la collection de cinéma de Pierre-Henri Deleau, elle participe à l’écriture de scénarios et à la réalisation de courts-métrages. Elle devient traductrice de l’anglais, essentiellement dans le domaine du policier, et rédige un Dictionnaire Garbo. En 1981, elle assure en collaboration la partie cinéma de l’émission « Gélatine et collodion » sur Fréquence Gaie.
Après avoir travaillé à la Nouvelle Agence, l’agence littéraire fondée par Mary Kling, elle entre en 1983 à la Librairie des Champs-Élysées (Hachette), dont le nouveau directeur, Michel Averlant, a pour objectif de dépoussiérer les collections au format poche du Masque et du Club des Masques. 
Développant les grands formats et devenue directrice littéraire, elle publie Joseph Wambaugh et Andrew Vachss, puis Patricia Cornwell, Andrea H. Japp, Val McDermid et Philip Kerr, ainsi que le premier roman de Fred Vargas .
Elle est directrice de collection pour Le Livre de Poche interactif avec Doug Headline, de 1985 à 1987.
Elle procède dans les Intégrales du Masque à la réédition de classiques français ou étrangers, dans de nouvelles traductions si nécessaire (Ruth Rendell, John Dickson Carr, S.S. Van Dine, etc.) et est conseillère éditoriale dans le domaine policier pour Hamster Productions en 1997.
Elle assure également la création et la direction éditoriale de « Labyrinthes », collection de romans policiers historiques, de « Pulp série », collection de rééditions de classiques des années 1950 comme Mickey Spillane, et d’« Abysses », collection de science-fiction.
Elle quitte les Éditions du Masque en 2000 pour devenir directrice générale adjointe des Éditions J’ai lu, en charge de l’éditorial. 
Elle réintègre ensuite le groupe Hachette, devenant Directrice du développement du Livre de Poche en 2002, puis directrice des Éditions Stock.
En 2006, Vera Michalski l’appelle à la direction des Éditions Phébus,,.
Éditrice indépendante depuis 2010, elle collabore notamment avec les éditions Marabout, y apportant des auteurs tels que Clare Mackintosh (Polar 2016 du meilleur roman international pour Te laisser partir), ou Céline Denjean (Polar 2018 du meilleur roman francophone pour Le Cheptel). Elle dirige une collection dans laquelle elle publie également Laurent Bettoni et Nicolas Lebel. Elle pratique la traduction du français vers l'anglais (scénarios, synopsis, extraits de romans) et est à l’origine du documentaire L'Architecture du vertige, sur Hitchcock et l'architecture, de Guillaume Lebeau et Benjamin Clavel (Ciné+ Classic, 2015).
Elle revient également à l’écriture en 2012 avec L'Inconnue de la tranchée, une enquête criminelle pendant la guerre de 1914 : « L’évocation de la Grande Guerre, au front comme à l’arrière, est formidable. L’intrigue, savoureuse en diable, met en relief l’absurdité du conflit… » . « … nous entraîne dans l’entrelacs d’une intrigue habile et dans le quotidien des poilus, dont la voix retentit avec une grande justesse » . En 2015, elle publie Les ombres de la famille, une enquête de Camille Dantès, généalogiste : « Pas de temps mort, pas de discours technique usant, pas de personnages stéréotypés ou clichés, pas de final sans queue ni tête… Bien au contraire. Hélène Amalric maîtrise l’art de raconter une histoire. »

## Œuvres

### Auteur
- Agenda du Masque 1993  (ISBN 978-2702422762)
- Les 100 polars incontournables, Librio, 2008  (ISBN 978-2290009192)
- 25 énigmes criminelles, Marabout, 2010  (ISBN 978-2-501-08034-7)
- La Boîte à enquêtes criminelles, Marabout, 2011  (ISBN 978-2501074827)
- Le Mystère de la Villa Maud, Marabout, 2011  (ISBN 978-2501071710)
- L’Inconnue de la tranchée, Marabout, 2012  (ISBN 978-2501085663)
- Les Ombres de la famille, Marabout, 2015  (ISBN 978-2501096270)
- Le Grand Livre des énigmes d'Arsène Lupin, illustrations de Rébéna, Marabout, 2017  (ISBN 978-2501099578)

### Traductions
De l’anglais :
- Autobiographie, Sidney Poitier, Jean-Claude Lattès, 1981
- Les Rois bergers, Peter Danielson, Jean-Claude Lattès, 1982
- Henri Langlois, Richard Roud, Belfond, 1985
- Hollywood sur meurtre, Stuart Palmer, Le Masque, 1985
- Le médium a perdu ses esprits, Peter Lovesey, Le Masque, 1987
- Trois cercueils se refermeront, John Dickson Carr, Le Masque, 1988
- Noir comme le souvenir, Carlene Thompson, La Table Ronde, 1991
- Le Lieu du crime, Elizabeth George, Presses de la Cité, 1992
- Bijoux de famille, Colin Dexter, 10/18, 1994
- Mort d’une garce, Colin Dexter, 10/18, 1994
- Vendetta, Michael Dibdin, Calmann-Lévy, 1994
- Une mort joyeuse, Ellis Peters, 10/18, 1994
- La Colline secrète, Ellis Peters, 10/18, 1995
- Pas de quartier!  John Crosby 10/18, 1996
- Sur ses traces, Elizabeth Becka, Calmann-Lévy, 2006
- Totale Éclipse, Liz Rigbey, L’Archipel, 2006
- Interlude mortel, Charlaine Harris, J’ai lu, 2011
- Le Voile de glace, Linda Howard, J’ai lu, 2011
- Les Couleurs de la peur, Anne de Pasquale, Marabout, 2012
- Les Sœurs Andreas, Eleanor Brown, Marabout, 2012
- Un dimanche soir en Alaska, Don Rearden, Fleuve Éditions, 2015
- La Voix du sang, Steve Robinson, Thomas & Mercer, 2016
- Le Dernier Repos de Sarah, Robert Dugoni, Thomas & Mercer, 2016
- Son dernier souffle, Robert Dugoni, Thomas & Mercer, 2017
- Dans l'ombre de la clairière, Robert Dugoni, Thomas & Mercer, 2017
- Prise au piège, Robert Dugoni, Thomas & Mercer, 2017
- La Face cachée de Ruth Malone, Emma Flint, Fleuve Éditions, 2017
- Des morts si proches, Robert Dugoni, Thomas & Mercer, 2019
- L’Étrange Histoire du collectionneur de papillons, Rhidian Brook, Fleuve Éditions, 2019
- Faites qu'il soit trop tard, H.S.Chandler, 2020
- Après le crime, R.H.Herron, Marabout, 2021
- Terrifiante Berçeuse, R.H.Herron, Marabout, 2023
- Les Gouvernantes, Alex Hay, Marabout, 2023
- Saint-Malo assiégée, août 1944, Lee Miller, Editions Hazan, 2024
- La Reine de l'arnaque, Alex Hay, 2025

Nouvelles : Ruth Rendell, Sara Paretsky, entre autres, pour des anthologies, recueils Alfred Hitchcock présente, Le Monde, Mystères 86, etc., Albums pour la jeunesse, Scénarios